# باشگاه فوتبال اسپلیت
باشگاه فوتبال اسپلیت (انگلیسی: RNK Split) یک باشگاه فوتبال در شهر اسپلیت، کرواسی است. این باشگاه که در سال ۱۹۱۲ تأسیس شده سابقه یک نایب قهرمانی در جام حذفی فوتبال کرواسی را دارد.